# Ионавский аэродром
Ионавский аэродром (также Руклинский аэродром и Гайжюнайский полигон, лит. Jonavos aerodromas, ИКАО: EYRU, кода ИАТА нет) — бывший военный аэродром в Литве, располагающийся в 9 км к юго-востоку от Ионавы.
Аэродром был построен в 1938 году и впоследствии использовался как один из аэродромов и полигонов литовской военной авиации. Аэродром был связан с военными городками Гайжюнай и Рукла.
Гаражи аэродрома вмещают до 24 единиц техники.
В настоящее время аэродром не используется по прямому назначению. Иногда на взлётно-посадочной полосе аэродрома проводятся соревнования по автогонкам и дрэг-рейсингу.